# Downley
Downley – wieś w Anglii, w hrabstwie Buckinghamshire, w dystrykcie (unitary authority) Buckinghamshire. Leży 48 km na zachód od centrum Londynu. W 2001 miejscowość liczyła 2244 mieszkańców.